# エンゾ・エンゾ

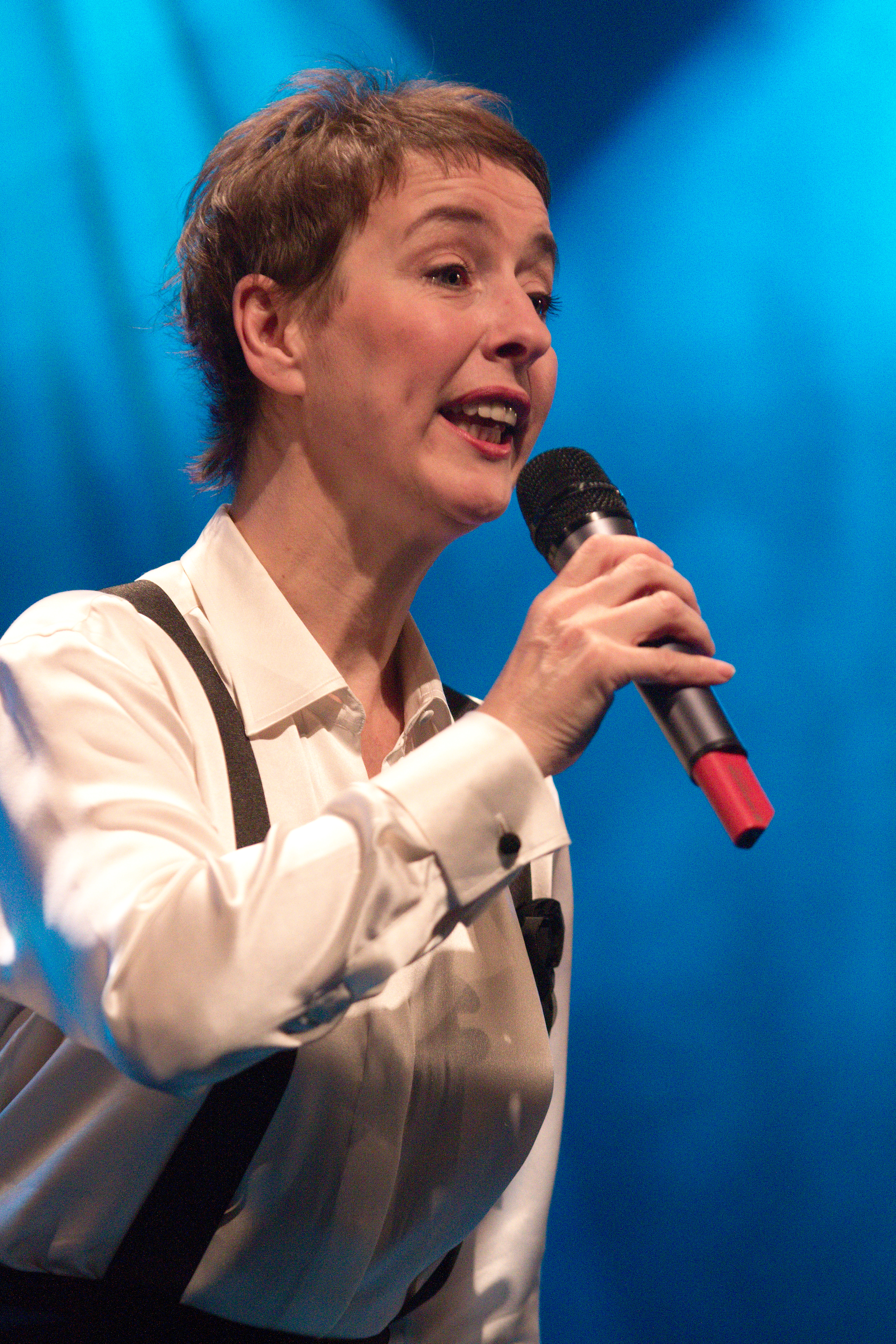
2010年

エンゾ・エンゾ（Enzo Enzo, 1959年8月29日-）はフランスのシャンソン歌手。
本名コリーン・テルノヴチェフ。1982年にデビュー以来活躍しているが、日本で注目されたのは90年代頃。また映画でも度々彼女の曲が使用される。

## アルバム盤
- Enzo Enzo (1990)
- エトランゼの吐息(1991)
- Deux(1994)
- OUI(1997)
- BEST OF ENZO ENZO(1998)
- Le jour d'à côté(2001)
- Paroli (2004)
- Chanson d'une maman (2007)

## サウンドトラック
- メランコリー(1994)

## 起用された映画
- パリでかくれんぼ（歌･出演）
- メランコリー（主題歌）
- フレンチ・キス（楽曲提供）※映画ではビューティフル・サウスがカヴァーしている。